# Leptopetalum mexicanum
Leptopetalum mexicanum är en måreväxtart som beskrevs av William Jackson Hooker och George Arnott Walker Arnott. Leptopetalum mexicanum ingår i släktet Leptopetalum och familjen måreväxter. Inga underarter finns listade i Catalogue of Life.